# Woogsee
Der Woogsee ist ein kleines Gewässer im Osten von Rastatt in Baden-Württemberg. Er ist ca. 250 m lang, bis 15 m breit, hat eine langgezogene Form und erstreckt sich ungefähr von Nord nach Süd. Der See wurde am 14. November 1939 als Naturdenkmal ausgewiesen.
Der See liegt nördlich der Murg am westlichen Rand der sogenannten Kinzig-Murg-Rinne, einer Senke am Rand der Oberrheinischen Tiefebene. In der Senke verliefen nach der letzten Eiszeit Flüsse aus dem Schwarzwald nach Norden, ehe sie dem Rhein zuflossen. Später entstanden direktere Flussläufe zum Rhein. Heimatkundliche Literatur sieht den Woogsee zum Teil als Relikt des Landsees, der sich südlich der Murg zwischen Niederbühl, Haueneberstein, Sandweier und Oos erstreckte. Hierfür sind keine Belege bekannt. In der Biotopkartierung wird der Woogsee als Schlut und „[n]aturnaher Restbereich einer Altlaufrinne der Kinzig-Murg-Rinne“ beschrieben.
In den 1960er und 1970er Jahren wurde der Woogsee aufgrund seiner Lage direkt an einem Industriegebiet als Müllkippe und seine Ufer als kommerzielle Himbeer- und Brombeerplantage genutzt. Auch wurden illegal Hütten errichtet, ehe der See in den 1980er Jahren saniert wurde. Unter anderem ließ die Stadt Rastatt rund 500 Kubikmeter Schlamm ausbaggern, damit er wieder seine ursprüngliche Tiefe von durchschnittlich 2 Meter erreichen konnte.
Ein Überblick zum Naturschutz im Landkreis Rastatt bezeichnete den Woogsee 2011 als das „wohl bedrückendste Beispiel für ein heute vollkommen von Bauflächen umzingeltes Feuchtgebiet der alten Kinzig-Murg-Rinne“. Der See kämpfe um das Überleben gegen die schädlichen Einflüsse des benachbarten Industriegebiets, gegen Abwasser, Verlärmung und die Isolation von der freien Landschaft. 1964 wurde der Woogsee noch als Naturidylle geschildert mit der einzigen Beeinträchtigung, dass Vieh von den angrenzenden Weiden den See als Tränke nutze und dabei die Ufervegetation schädige.

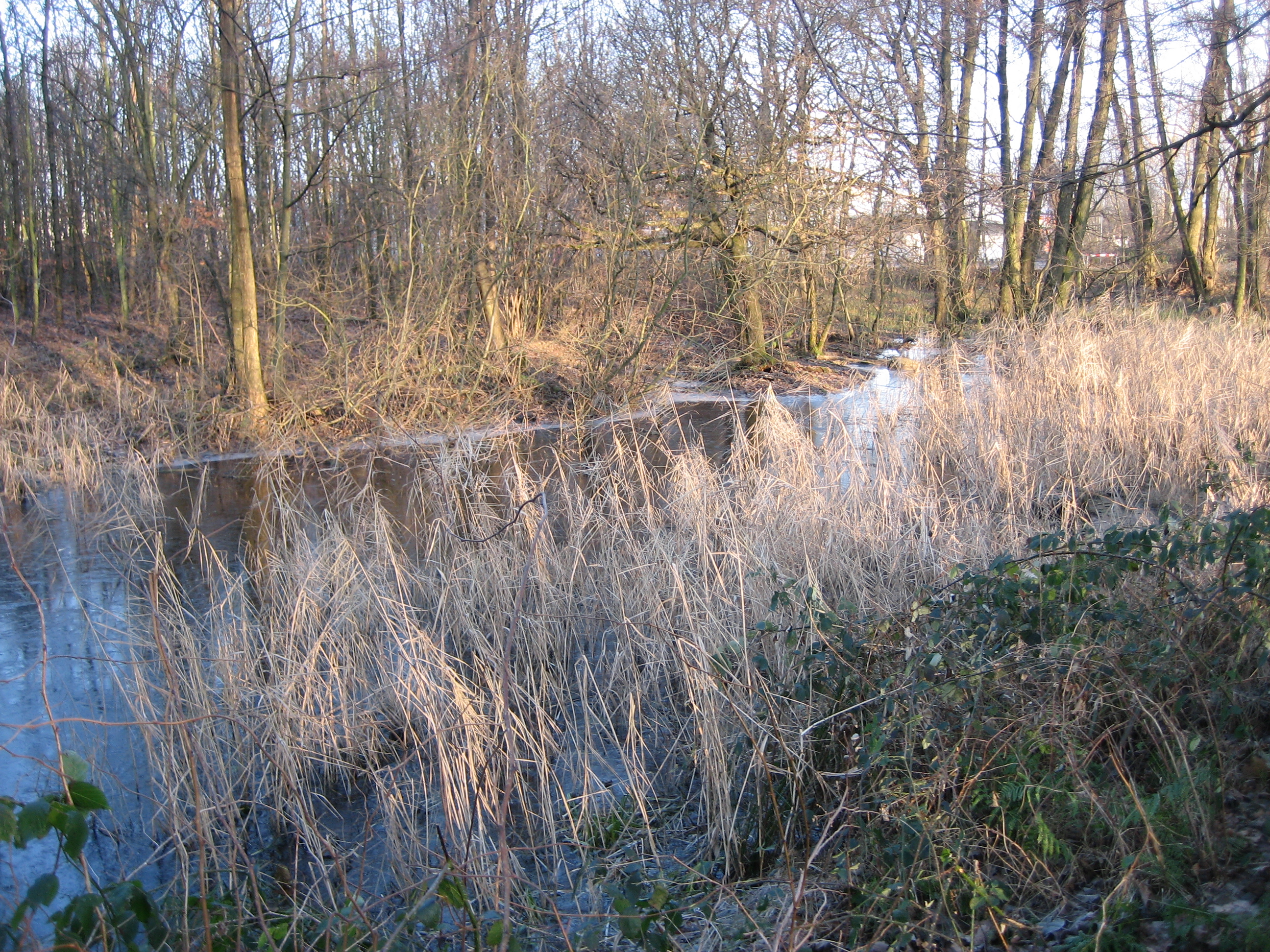
Das Nordufer
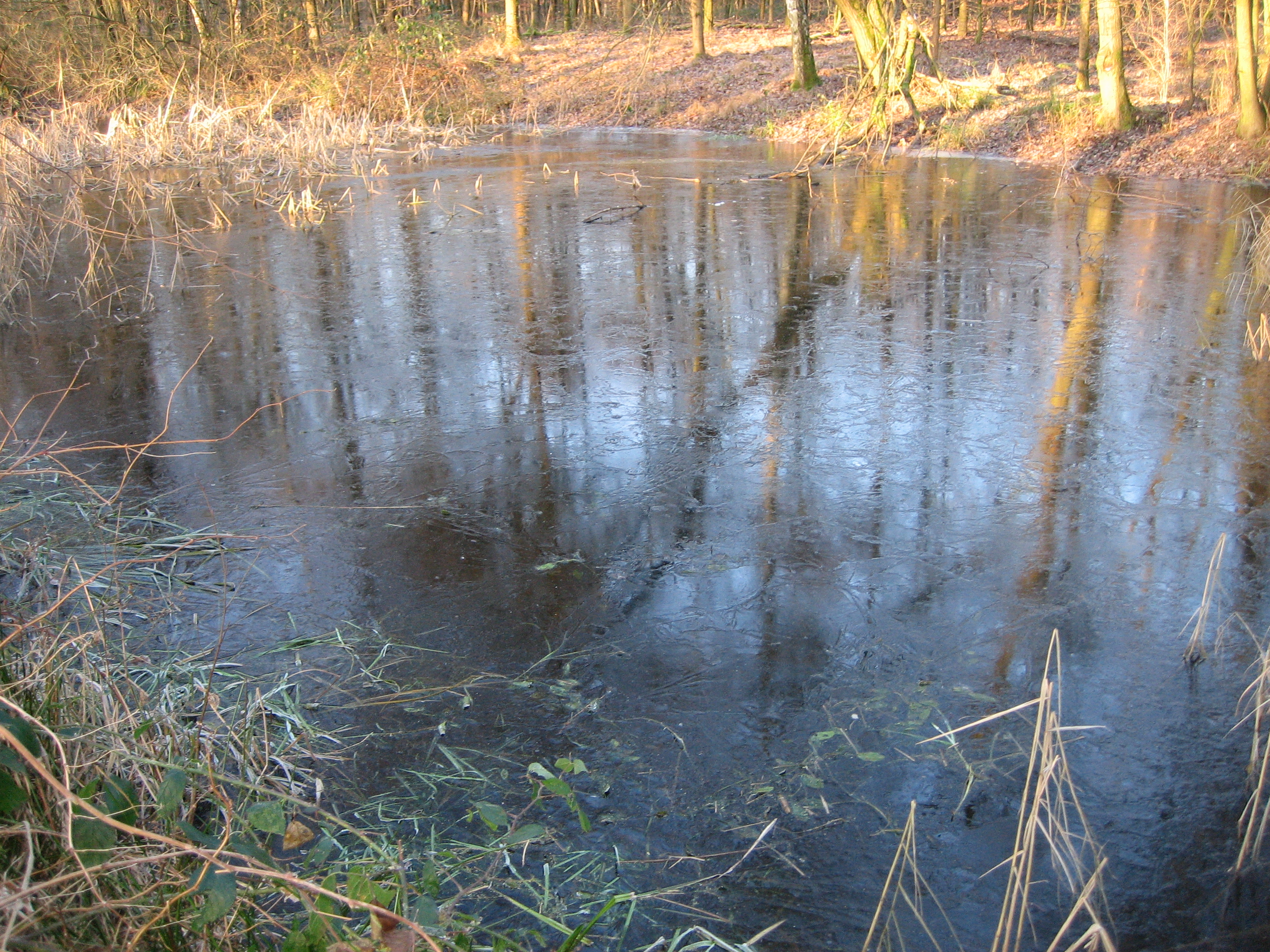
Der See in der Breite
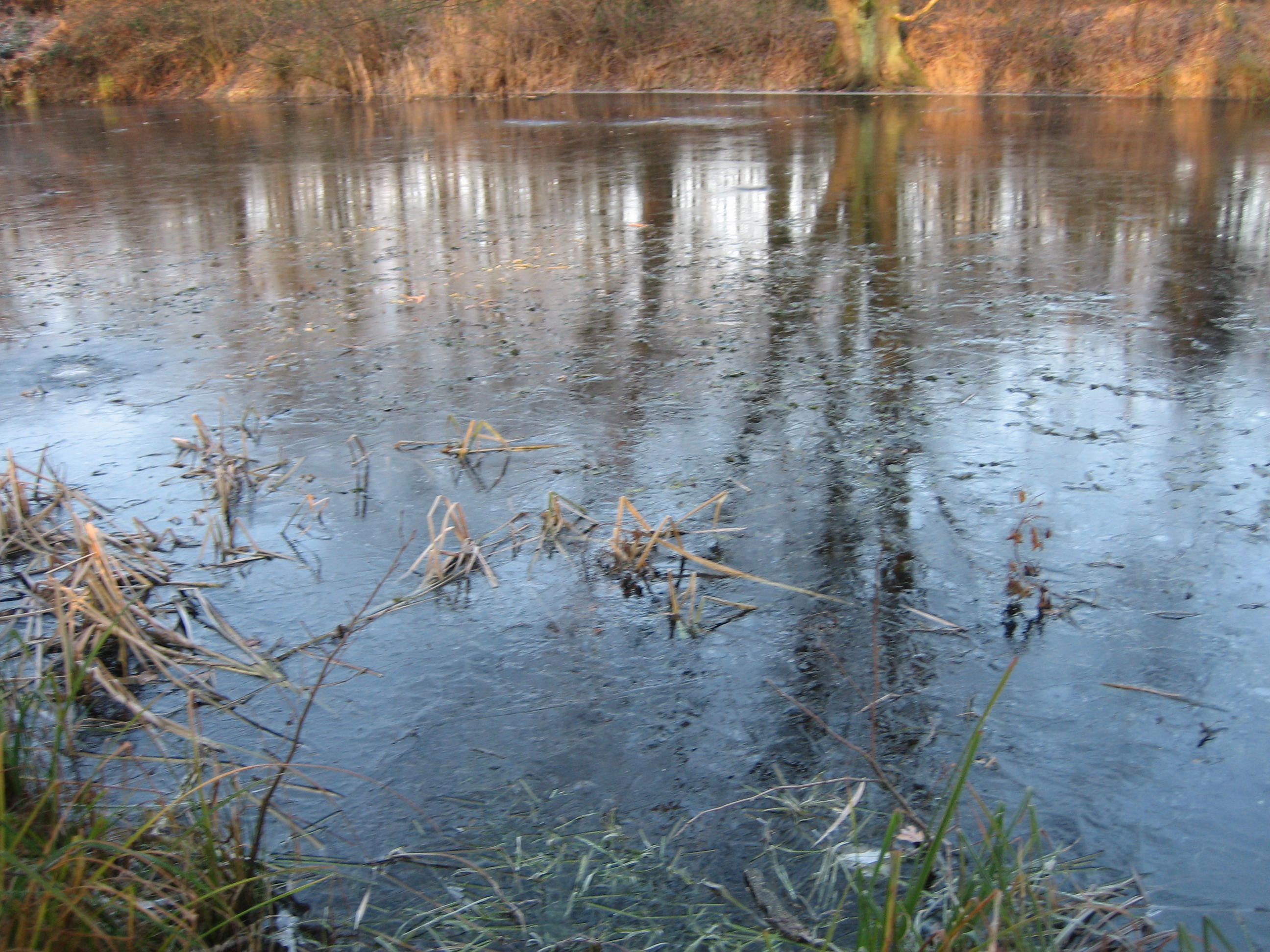
In der Mitte des Sees
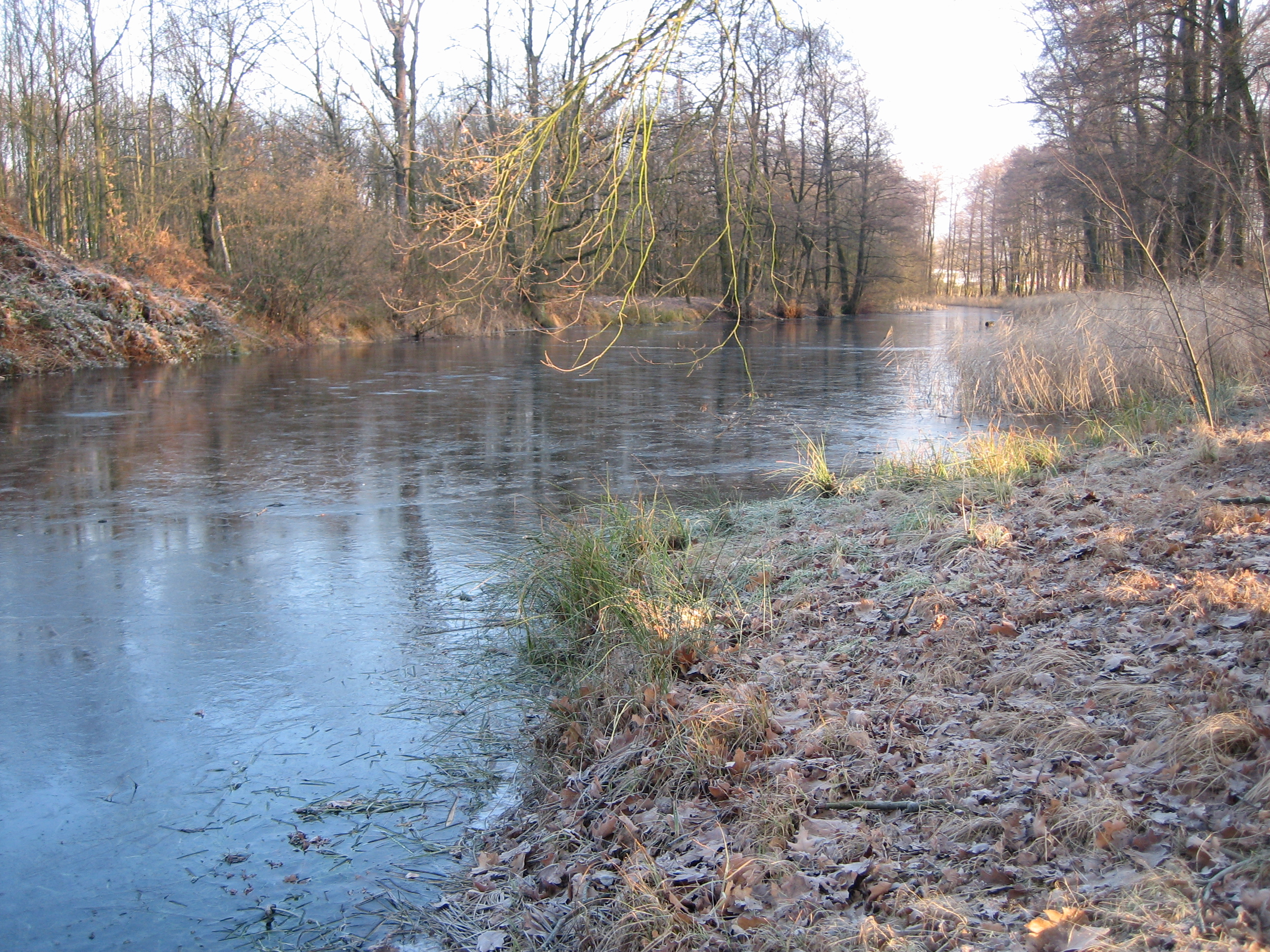
Blick von Süden nach Norden
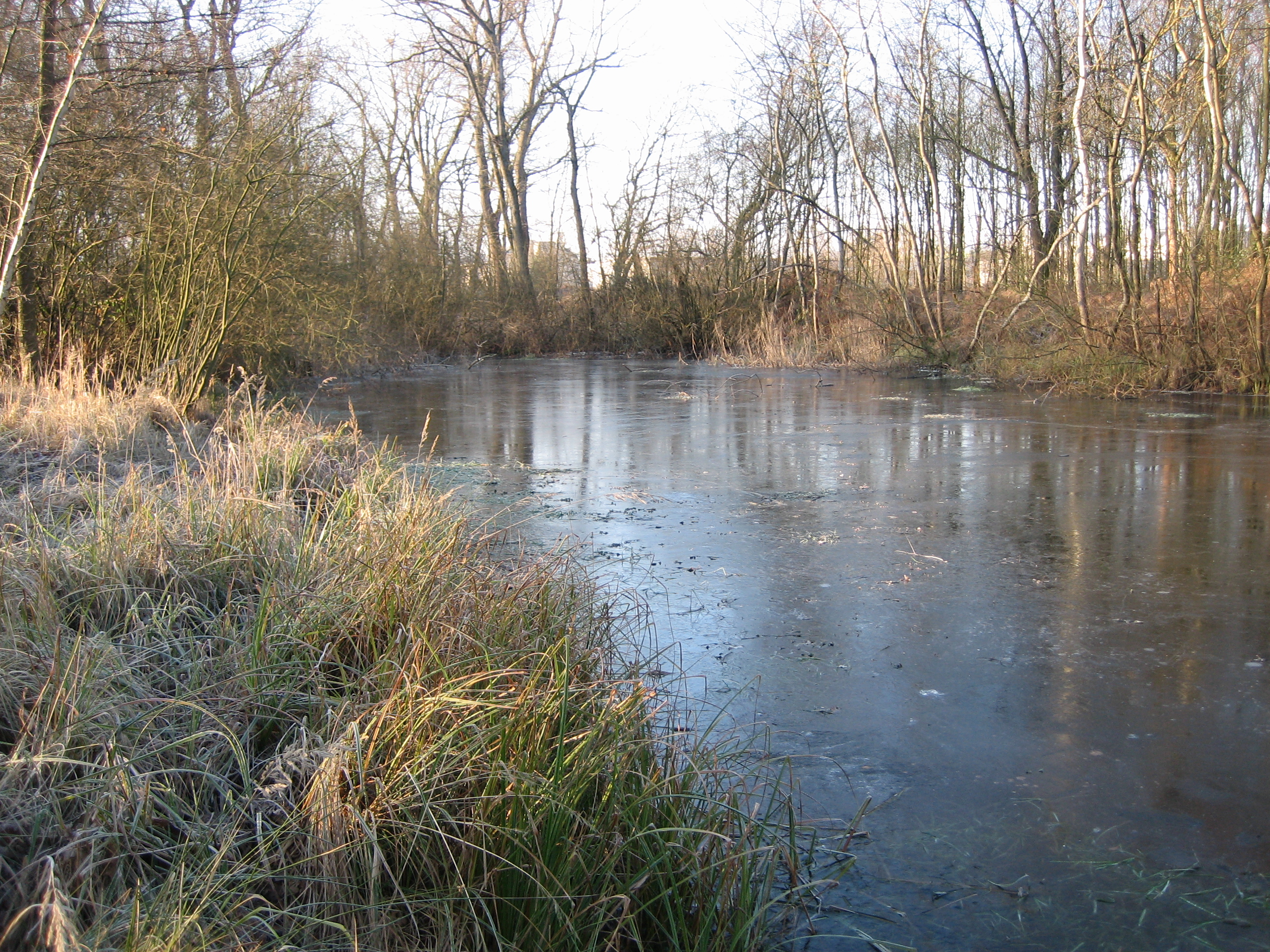
Das südliche Ende des Sees